# Liga de Basquete Feminino de 2016-17
A Liga de Basquete Feminino de 2016-17 é uma competição brasileira de basquete feminino organizada pela Liga Nacional de Basquete. É a setema edição do campeonato organizado pela LNB, com a chancela da Confederação Brasileira de Basketball. Este torneio, é totalmente organizado pelos clubes participantes.

## Primeira Fase

### Classificação
| Pos | Times                | %  | Pts | J  | V  | D  | PF | PS | PA | Classificação ou rebaixamento |
| --- | -------------------- | -- | --- | -- | -- | -- | -- | -- | -- | ----------------------------- |
| 1   | Corinthians          | 90 | 38  | 20 | 18 | 2  |    |    |    | Classificado para os Playoffs |
| 2   | América              | 70 | 34  | 20 | 14 | 6  |    |    |    | Classificado para os Playoffs |
| 3   | Santo André          | 50 | 30  | 20 | 10 | 10 |    |    |    | Classificado para os Playoffs |
| 4   | Sampaio Corrêa       | 45 | 29  | 20 | 9  | 11 |    |    |    | Classificado para os Playoffs |
| 5   | Blumenau             | 25 | 25  | 20 | 5  | 15 |    |    |    |                               |
| 6   | Presidente Venceslau | 20 | 24  | 20 | 4  | 16 |    |    |    |                               |

## Playoffs

### Chave
|  | Fase Classificatória (Melhor-de-3) | Fase Classificatória (Melhor-de-3) | Fase Classificatória (Melhor-de-3) |  |  | Semi-Finais (Melhor-de-3) | Semi-Finais (Melhor-de-3)         | Semi-Finais (Melhor-de-3) |  |  | Final (Melhor-de-5) | Final (Melhor-de-5)               | Final (Melhor-de-5) |
|  |                                    |                                    |                                    |  |  |                           |                                   |                           |  |  |                     |                                   |                     |
|  |                                    |                                    |                                    |  |  | 1                         | Corinthians/ADCF Unimed/Americana | 2                         |  |  |                     |                                   |                     |
|  |                                    | Predefinição:Bye                   |                                    |  |  | 4                         | Maranhão                          | 0                         |  |  |                     |                                   |                     |
|  |                                    | Predefinição:Bye                   |                                    |  |  |                           |                                   |                           |  |  | 1                   | Corinthians/ADCF Unimed/Americana | 3                   |
|  |                                    |                                    |                                    |  |  |                           |                                   |                           |  |  | 2                   | América                           | 2                   |
|  |                                    |                                    |                                    |  |  | 2                         | América                           | 2                         |  |  |                     |                                   |                     |
|  |                                    | Predefinição:Bye                   |                                    |  |  | 3                         | Santo André                       | 0                         |  |  |                     |                                   |                     |
|  |                                    | Predefinição:Bye                   |                                    |  |  |                           |                                   |                           |  |  |                     |                                   |                     |

Negrito - Vencedor das séries

itálico - Time com vantagem de mando de quadra

### Final
Primeiro Jogo
| 22 de abril 12:00 |                                                           | Corinthians/ADCF Unimed/Americana | 62–73                                                             | América |  | Ginásio Milton Azenha, Americana Público: 1944 |  |
| 22 de abril 12:00 | Placar por quarto: 14 - 20, 20 - 16, 13 - 20, 15 - 17     |                                   |                                                                   |         |  | Ginásio Milton Azenha, Americana Público: 1944 |  |
| 22 de abril 12:00 | Pts: Damiris (18) Rbts: Damiris(8) Asts: Meli Gretter (4) |                                   | Pts: Casanova (24) Rbts: Casanova(8) Asts: Monteiro e Casanova(5) |         |  | Ginásio Milton Azenha, Americana Público: 1944 |  |

Segundo Jogo
| 24 de abril 13:00 |                                                            | Corinthians/ADCF Unimed/Americana | 78–57                                             | América |  | Ginásio Milton Azenha, Americana |  |
| 24 de abril 13:00 | Placar por quarto: 8 - 15, 28 - 9, 24 - 18, 18 - 15        |                                   |                                                   |         |  | Ginásio Milton Azenha, Americana |  |
| 24 de abril 13:00 | Pts: Damiris (18) Rbts: Damiris (8) Asts: Meli Gretter (5) |                                   | Pts: Tati (18) Rbts: Kelly (7) Asts: Monteiro (3) |         |  | Ginásio Milton Azenha, Americana |  |

Terceiro Jogo
| 28 de abril 12:00 |                                                          | América | 68–80                                                | Corinthians/ADCF Unimed/Americana |  | Ginásio Marcelino Lopes, Recife Público: 1944 |  |
| 28 de abril 12:00 | Placar por quarto: 13 - 20, 14 - 19, 29 - 17, 12 - 24    |         |                                                      |                                   |  | Ginásio Marcelino Lopes, Recife Público: 1944 |  |
| 28 de abril 12:00 | Pts: Casanova (18) Rbts: Casanova (7) Asts: Casanova (6) |         | Pts: Damiris(29) Rbts: Baker e Êga (8) Asts: Êga (3) |                                   |  | Ginásio Marcelino Lopes, Recife Público: 1944 |  |

Quarto Jogo
| 30 de abril 12:00 |                                                        | América | 71–64                                            | Corinthians/ADCF Unimed/Americana |  | Ginásio Marcelino Lopes, Recife Público: 1944 |  |
| 30 de abril 12:00 | Placar por quarto: 26 - 6, 12 - 15, 15 - 19, 18 - 24   |         |                                                  |                                   |  | Ginásio Marcelino Lopes, Recife Público: 1944 |  |
| 30 de abril 12:00 | Pts: Casanova (19) Rbts: Ariadna (10) Asts: Tássia (5) |         | Pts: Damiris (27) Rbts: Baker(12) Asts: Joice(4) |                                   |  | Ginásio Marcelino Lopes, Recife Público: 1944 |  |

Quinto Jogo
| 2 de maio 21:00 |                                                       | Corinthians/ADCF Unimed/Americana | 73–66                                                | América |  | Ginásio Milton Azenha, Americana |  |
| 2 de maio 21:00 | Placar por quarto: 18 - 18, 18 - 10, 17 - 16, 20 - 22 |                                   |                                                      |         |  | Ginásio Milton Azenha, Americana |  |
| 2 de maio 21:00 | Pts: Damiris (27) Rbts: Damiris (10) Asts: Êga (7)    |                                   | Pts: Ariadna (16) Rbts: Ariadna (14) Asts: Tássia(4) |         |  | Ginásio Milton Azenha, Americana |  |

## Premiação
| Liga de Basquete Feminino de 2016-17                                        |
| São Paulo                                                                   |
| --------------------------------------------------------------------------- |
| Corinthians/Americana Campeão (1º título Brasileiro)/(5º título Brasileiro) |